# Lycenchelys argentina
Lycenchelys argentina és una espècie de peix de la família dels zoàrcids i de l'ordre dels perciformes.

## Morfologia
- Els mascles poden assolir 26 cm de longitud total.[4][5]

## Hàbitat
És un peix marí i d'aigües profundes que viu fins als 2.120 m de fondària.

## Distribució geogràfica
Es troba a l'oest de l'Antàrtida.

## Observacions
És inofensiu per als humans.